# Carmen Boni
Pour les articles homonymes, voir Boni.
Maria Carmela Bonicatti dite Carmen Boni, née  le 8 avril 1901 à Rome et morte le 17 novembre 1963 dans le 13e arrondissement de Paris, est une actrice italienne.

## Biographie
Maria Carmela Bonicatti est la fille de Luigi Bonicatti et de Teresa Rovere.
Elle épouse le chansonnier Jean Rigaux en 1938.
Domiciliée Boulevard Gouvion-Saint-Cyr, elle est victime d'un accident de la route, Place des Ternes. Elle est envoyée à l'Hôpital de la Salpêtrière où elle meurt 17 novembre 1963 à l'âge de 62 ans.

## Filmographie partielle
- 1921 : Folie d'amour
- 1928 : Der fidele Bauer de Franz Seitz
- 1928 : Princesse Olala de Robert Land
- 1929 : Danseuse de corde de Karl Grune
- 1929 : Au service du tsar de Vladimir Strijevski
- 1929 : Quartier Latin d'Augusto Genina
- 1932 : La Femme en homme d'Augusto Genina
- 1933 : Ne sois pas jalouse d'Augusto Genina
- 1948 : D'homme à hommes de Christian-Jaque